# Eilema minor
Eilema minor là một loài bướm đêm thuộc phân họ Arctiinae, họ Erebidae.